# NGC 1678
NGC 1678 é uma galáxia lenticular (S0) localizada na direcção da constelação de Orion. Possui uma declinação de -02° 37' 22" e uma ascensão recta de 4 horas, 51 minutos e 35,4 segundos.
A galáxia NGC 1678 foi descoberta em 1 de Fevereiro de 1786 por William Herschel.